# Саката (Ямаґата)

38°54′52″ пн. ш. 139°50′11″ сх. д. / 38.91444° пн. ш. 139.83639° сх. д.
Сака́та (яп. 酒田市, つるおかし, МФА: [sakata ɕi̥]) — місто в Японії, в префектурі Ямаґата.

## Короткі відомості
Розташоване в північно-західній частині префектури, у гирла річки Моґамі, на Японського моря. Виникло на базі купецької факторії, заснованої 1672 року купцем Кавамурою Дзуйкеном. До 19 століття було одним з найбільших портів узбережжя Японського моря, центром вивозу сьонайського рису до Осаки. Основою економіки є комерція. 2005 року поглинуло сусідні містечка Явата, Мацуяма, Хірата. Станом на 1 жовтня 2008 площа міста становила 602,79 км². Станом на 1 січня 2009 населення міста становило 113 758 осіб.